# Márton Imre (harcművész)
Márton Imre harcművész, helyi politikus, 6. danos aikidó-, 5. danos battodómester, a Nemzeti Aikido Szövetség – Magyarország vezető instruktora.

## Harcművészeti oktatóként
Fiatalkora óta birkózással foglalkozott. Főiskolai évei alatt, Szombathelyen ismerkedett meg az aikidóval. 1983-ban Tóth Gábor karatemesterrel gyakoroltak be aikidó-alaptechnikákat, majd 1985-től már edzéseket is tartottak. 1988-ban Szegeden gyermek-aikidóklubot indított. 1989-ben Tamura Nobujosi szenszeitől kapta meg első mesterfokozatát. Ugyanezen év áprilisában egyike volt a Makó Budo Klub SE alapítóinak; a szervezet a harcművészettel foglalkozó helyieket gyűjti egybe. 1991-ben 2. dan, 1994-ben 3. dan aikidó fokozatot szerzett. 2000-ben a Makó Budo Klub csatlakozott a Magyar Aikido Kultúra Szakszövetséghez, melyben Márton Imre instruktori címet kapott. 
A 2007-ben alakult Nemzeti Aikido Szövetség – Magyarország vezető instruktora, általános elnöke.
Egy danos iaidó- és 2 danos dzsódómester az aikidó- és battodómesteri címei mellett.

## Közéleti tevékenysége
Márton Imre a makói Városépítő Egyesülete Társaság tagja. 2010-ben Makó polgármesteri címéért indult, a választáson a szavazatok 20,82 százalékával a harmadik helyre került. 2010-től 2014-ig makói önkormányzati képviselő.
2015-től 2019-ig a a Makó Városi Kulturális-Közművelődési Nonprofit Kft. ügyvezetője.

## Mesterei
- Tamura Nobujosi
- Giampietro Savegnago
- dr. Michael Putz
- Jean-Pierre Reniez